# Halászlak (Szarvas)
Halászlak (Régebbi nevén: Halásztelek) egy – Szarvas város külterületén, a Hármas-Körös mellett elhelyezkedő – üdülőövezet. Kezdetben mint kedvelt vadkempingező- és horgászhely vált ismertté, az idő múlásával azonban egyre több vidéki (főként szarvasi, orosházi, budapesti) vásárol itt állandó telket, nyaralót. Ennek következtében jelenleg már majdnem 200 (részben téliesített) hétvégi ház tartozik hozzá.

## Fekvése
Halászlak Békés vármegyében, Szarvastól légvonalban 5 kilométerre északra, a Hármas-Körös és a Szarvas-Mezőtúr vasútvonal metszésponjától délkeleti irányban, a Körös–Maros Nemzeti Park (azon belül is a Körös-ártér  részterület) peremén található.

## Megközelítése
- Vonattal a MÁV 125-ös számú Mezőtúr–Orosháza–Mezőhegyes–Battonya-vasútvonalán érhető el, ahol saját megállóhelye van.
  - Mezőtúr irányából a második megálló, Pusztabánréve után közvetlenül;
  - Orosháza irányából a Szarvas vasútállomást követő első megálló.

- Egyéb járművel vagy gyalog: Szarvasról Békésszentandrás irányába haladva, le kell fordulni a szarvasi arborétum felé, a 4631-es számú, Mezőtúr felé vezető útra. A gátat elérve és arra felhajtva jobbra kell továbbhaladni (esős idő esetén a gátat lezárhatják), míg kb. 3,5 km után elérjük a Szarvas-Mezőtúr vasútvonal vasúti átkelőhelyét, mely után már Halászlak tárul elénk (az út hossza a szarvasi vasútállomástól körülbelül 10 kilométer).

## Nevezetességek

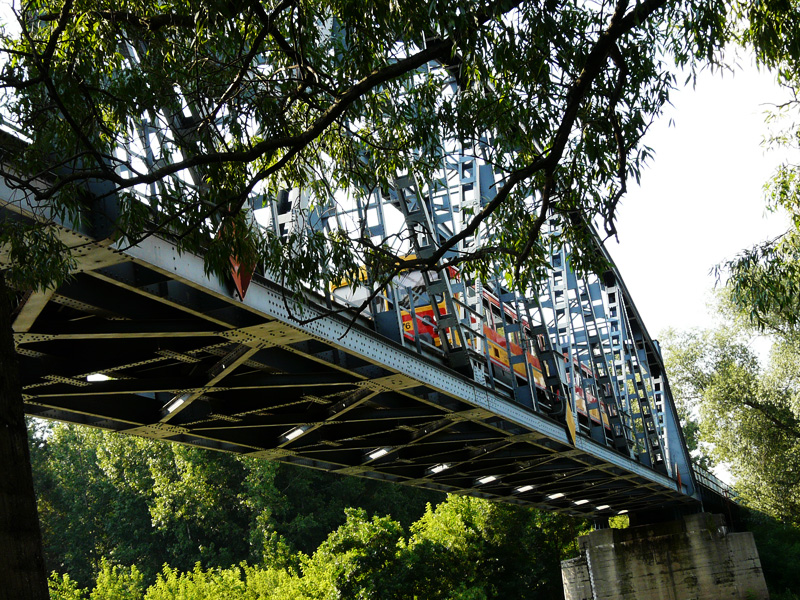
Halászlak, Vasúti híd

- Halásztelki tanösvény